# Marc-Antoine Corticchiato
 (avril 2023).
Marc-Antoine Corticchiato est un parfumeur français, créateur de Parfum d'Empire, une marque de parfum indépendante et artisanale. Il a été doublement récompensé par les Fifis Awards français, en 2015 et en 2016.

## Biographie
D’origine corse, Marc-Antoine Corticchiato est né au Maroc. Il y grandit entre les terres de ses parents – au milieu de leurs cultures d’agrumes – et le maquis corse, dans la maison familiale du village de Cuttoli Corticchiato.
Sa thèse de doctorat porte sur la mise au point d’une nouvelle technique d’analyse des extraits de plantes à parfums par Résonance Magnétique Nucléaire du carbone-13. Il complète sa formation par un diplôme de troisième cycle de parfumeur à la célèbre École Internationale de Parfumerie de Versailles (l’ISIPCA).
Marc-Antoine Corticchiato commence son activité professionnelle dans un laboratoire de recherche axé sur l’analyse des plantes à parfum et leurs méthodes d’extraction. 
Après un détour par l’aromathérapie, il intègre un laboratoire de création de parfums à Paris.

Entièrement indépendant, il est récompensé deux années de suite par le Prix des Experts de la Fragrance Foundation France, en 2015 pour Corsica Furiosa et en 2016 pour Tabac Tabou.

## Créations

### Pour Parfum d'Empire
- 2003 : Eau de Gloire
- 2005 : Eau Suave
- 2005 : Ambre Russe
- 2006 : Iskander
- 2006 : Cuir Ottoman
- 2007 : Osmanthus Interdite
- 2007 : Equistrius
- 2007 : Fougère Bengale
- 2008 : Yuzu Fou
- 2008 : Aziyadé
- 2009 : 3 Fleurs
- 2009 : Wazamba
- 2011 : Azemour Les Orangers
- 2012 : Musc Tonkin
- 2014 : Corsica Furiosa
- 2015 : Tabac Tabou
- 2017 : Le Cri de la lumière
- 2019 : Acqua di Scandola
- 2019 : Salute !
- 2019 : Immortelle Corse
- 2021 : Mal-Aimé
- 2022 : Vétiver Bourbon
- 2023 : Eau de Gloire Cologne
- 2023 : Ruade
- 2024 : Un bel amour d'été

### Pour d'autres marques
- 2010 : Signature olfactive pour le centenaire de l'Hôtel Lutetia
- 2012 : Speakeasy, Frapin
- 2013 : Désarmant, La Parfumerie Moderne
- 2013 : Cuir X, La Parfumerie Moderne
- 2013 : No Sport, La Parfumerie Moderne
- 2015 : Années Folles, La Parfumerie Moderne
- 2016 : Œillères, objet parfumant pour l'exposition "Œillères" du photographe Roberto Greco
- 2017 : Stella di Machja, pour les dix ans de la chaîne télévisée Via Stella
- 2017 : Belles Rives, La Parfumerie Moderne
- 2020 : Body Paint, Vilhelm
- 2020 : Chicago High, Vilhelm
- 2023 : Smoky Soul, Olfactive Studio

## Récompenses
- Musc Tonkin - Parfum d'Empire
  - Sélectionné pour le Prix de la Virtuosité de l'Olfactorama 2012[3]
  - Sélectionné pour le Prix des Experts 2015 des Fifi Awards français, catégorie Niche[4]
- Corsica Furiosa - Parfum d'Empire
  - Lauréat du Prix des Experts 2015 des Fifi Awards français, catégorie niche[5]

- Tabac Tabou - Parfum d'Empire
  - Lauréat du Prix des Experts 2016 des Fifi Awards français, catégorie niche[6]
  - Lauréat du Prix de l'Emotion de l'Olfactorama 2016[7]
- Le Cri - Parfum d'Empire
  - Lauréat du Prix de la Virtuosité de l'Olfactorama 2018[8]
- Chicago High - Vilhelm Parfums
  - Lauréat du Meilleur parfum artistique de l'Accademia del Profumo 2021[9]